# 上野ビル（旧三菱合資会社若松支店）
上野ビル（旧三菱合資会社若松支店）（うえのビル きゅうみつびしごうしがいしゃわかまつしてん）は福岡県北九州市若松区本町にある歴史的建造物。国の登録有形文化財に登録されている。文化財名称は「上野ビル（旧三菱合資会社若松支店）　本館 1棟・倉庫棟 1棟・旧分析室 1棟・門柱及び塀 1棟」。

## 歴史
1893年12月三菱社から三菱合資会社に改組し、機構改革で若松三菱炭坑事務所は同年末で廃止された。1894年1月三菱合資会社の開業に伴い、若松支店が設置された。同年10月より各支店は自社産出の石炭の販売を主要業務とし、若松支店は主に石炭の運送を担うこととなった。
1918年1月に売炭元扱店は若松・長崎・小樽の3支店体制となった。同年4月三菱鉱業株式会社から石炭の販売が三菱商事株式会社に委託され、三菱商事株式会社若松支店となる。1924年4月石炭の販売権を三菱鉱業株式会社に切り替え、各支店を引継ぎ、若松支店は九州売炭所に改称された。九州売炭所は長崎・唐津・門司の各出張所を所管する九州の中心となった。
1969年に上野海運の所有となり、現在は貸事務所として使用されている。
2013年3月29日に登録有形文化財に登録された。
2023年、本館には事務所のほかカフェ、アトリエ、雑貨店などが入り、またテレビや映面のロケ地として利用されるなどこの地域におけるランドマークとして親しまれる建物となっている。

## 仕様・用途

### 本館

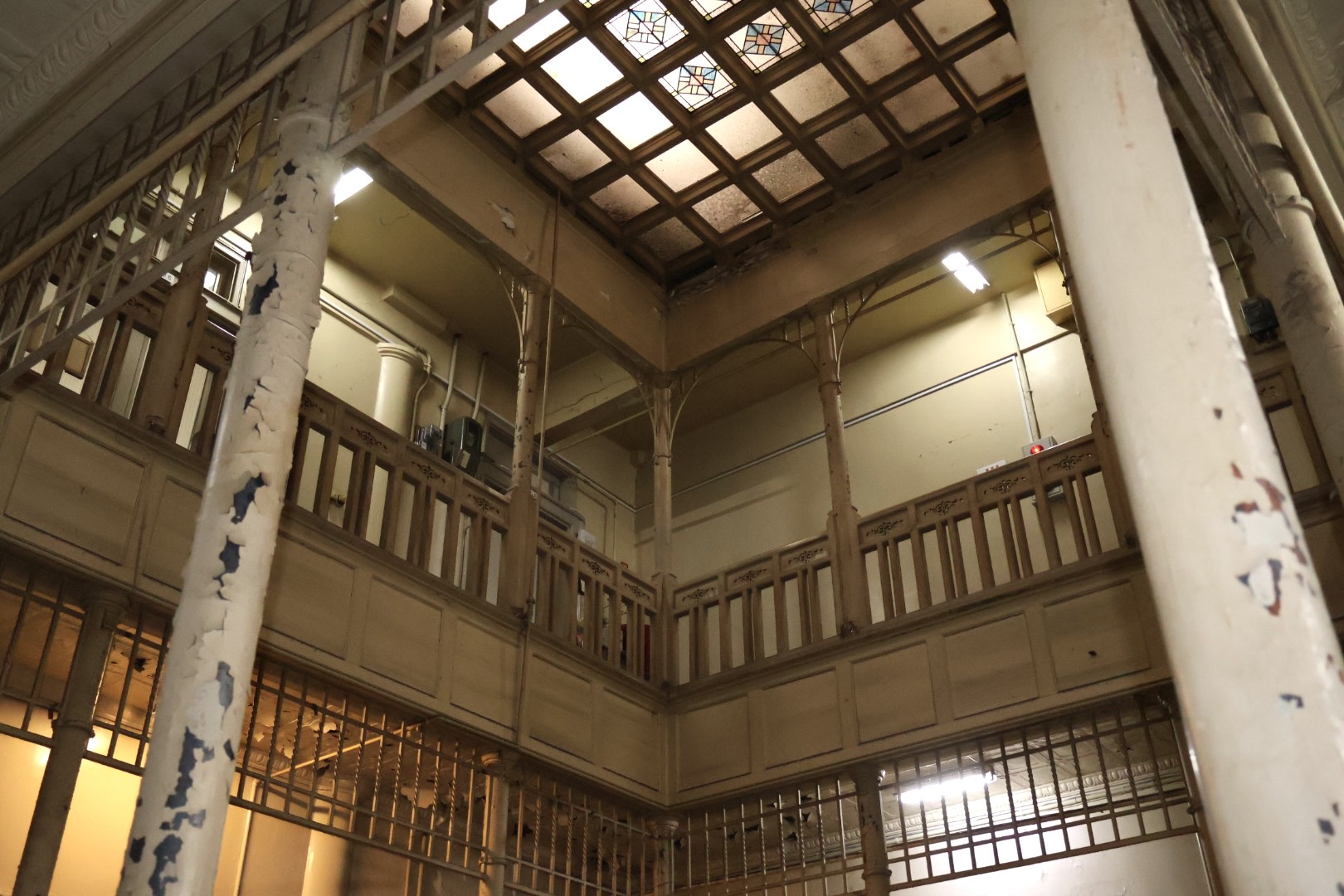
若松区にある上野ビル内部吹き抜け

煉瓦造の3階建てで、外壁には鉱滓煉瓦が使用されている。1階の玄関部の増築や外観の改修が行われているが、内部の吹き抜けの周りや、窓回りに建設当初のデザインを見ることができる。2,3階の中央部は広い吹きぬけがあり、天井部には、ステンドグラスがはめ込まれ、明かり取りになっている。吹き抜けの回廊の手すりやブラケットにも装飾が施されている内部には、簡素で重厚な外観にない華やかさがある。

### 倉庫棟

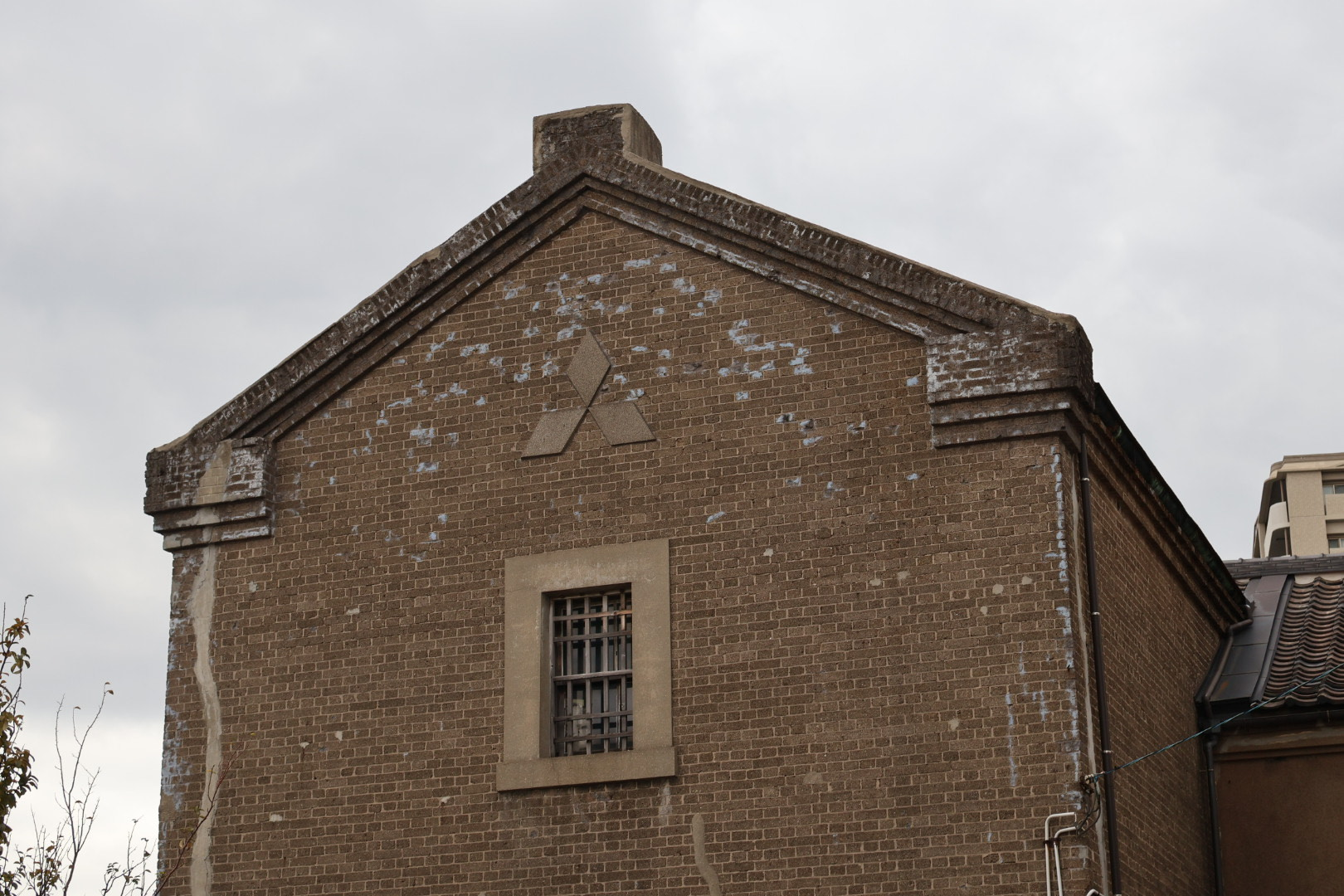
若松区にある上野ビル倉庫棟

煉瓦造2階建てで、屋根は切妻屋根。屋根の妻面に三菱の社標が残っており、三菱財閥の会社であったことがわかる。

### 旧分析室
木造平屋建ての建物で、大壁造の建築で、腰壁にスクラッチタイルを施している。この建物では、石炭の性質に関する化学分析が行われていた。

### 門柱及び塀
門柱及び塀は煉瓦造で、正門門柱の高さは2.3メートル、敷地を囲む塀の長さは115メートル。

## 周辺施設
当ビルの周辺は若松南海岸通りと呼ばれ、大正から昭和初期にかけての建造物が密集している。
- 若戸大橋 - 若松区と戸畑区を結ぶ日本初のつり橋である[9]。
- 旧古河鉱業若松ビル - 1920年煉瓦造二階建ての建物で、古河鉱業若松支店として建設された。現在は国登録有形文化財となっている[10]。
- 料亭金鍋本館、表門 - 1895年創業の料亭で、多くの文化人や経済人が利用し、また若松出身の作家である火野葦平が執筆で利用したことに由来する「葦平の間」も残っている[11]。
- 火野葦平旧居「河伯洞」 - 北九州市出身の芥川賞作家である火野葦平が、1940年から1960年までの大半を過ごした場所であり、現在は北九州市の市指定史跡となっている[12]。
- 若松石炭会館 - 1905年に建てられた北九州市若松区に現存する最古の洋風建築である。建築当初は若松石炭商同業組合の事務所として活用され、現在は店舗や事務所として使われている[13]。
- 杤木ビル - 杤木商事株式会社(現杤木汽船株式会社)が、1920年に本社として建設されたビルである。当時珍しかった全鉄筋コンクリート造であり、当時の同社の繁栄ぶりが垣間見える。設計を手掛けたのは旧門司三井倶楽部の設計者である建築家松田昌平である[14]。

## アクセス
- 若戸渡船 若松渡場徒歩1分[15]。